# H3運載火箭
H3運載火箭（日语：／，簡稱H3），是日本的一次性使用運載系統。H3火箭的芯級由兩級組成，芯一級和芯二級採用液氫和液氧組合的低溫液體火箭推進劑和液體火箭發動機，可單獨芯級運用或使用綁紮式固體火箭助推器組成二級半運載火箭運用，由日本種子島宇宙中心發射。三菱重工業株式會社和宇宙航空研究開發機構（JAXA）負責H3的設計，製造和操作。
截至2015年7月的性能参数为，最低运力将不超过4,000公斤（8,800磅）的有效载荷送入太阳同步轨道（SSO），价格约为50亿日元，最高运力是将超过6,500公斤（14,300磅）的载荷送入地球同步转移轨道（GTO）。H3-24构型的运力将达到月球转移轨道（TLI）运送超过6,000公斤（13,000磅）的有效载荷，向地球同步转移轨道（GTO）运送8,800公斤（19,400磅）的有效载荷（ΔV=1,830米/秒）。

## 概要
与H-IIA/B运载火箭相比，H3运载火箭将同时降低发射成本，提高地球静止轨道的发射能力，改善发射过程中的安全性，并增加每年的发射次数，从而确保日本在空间发展方面的独立性，并使运载火箭在商业订单方面具有国际竞争力。H-II火箭的开发将于2014年开始，总开发成本约为1,900亿日元。与H-IIA/B不同的是，H-IIA/B是H-II火箭的改进版，而H3火箭是基于新的设计理念，是H-II以来第一个新开发的大型液体燃料火箭。
为了大幅降低发射成本，日本首次由一家私营公司（三菱重工）从飞行器的设计和开发阶段开始发挥主导作用。三菱重工还将继续确保未来的商业发射订单，从开发阶段就不断地接受发射订单，因此将不断地在生产线上进行火箭的生产，而不是像过去那样，在收到发射订单后才开始运载火箭的生产，从而导致成本的降低。通过将整个火箭系统尽可能地模块化，并在整个过程中开发新的技术，包括在第一级使用新开发的发动机，来减少零部件的数量，并通过使用民用消费级的零部件来进一步降低成本。通过这些措施，最低配置的发射成本将降至约50亿日元，是H-IIA的一半。此外，发射场的维护工作时间将比H-IIA减半，每年可能的发射次数将增加到6次。
JAXA的项目经理岡田匡史（Masashi Okada）将以这种方式开发火箭系统描述为“商业开发”，而不是完全的“技术开发”，从开发阶段开始，通过运营后的商业订单，使这枚火箭具有了极强的业务连续性。
H3火箭正式名称的由来：它是由重型液氢液氧燃料火箭发展而来，故保留字母“H”（氢元素的化学符号）以标识其渊源；H3火箭的设计概念与H-IIA/B火箭相比有根本性的修改，因此不应称为H-IIC；为避免与H-II火箭混淆，以及为了媒体和社会大众能区分二者，故使用“H3”的名称。JAXA在决定正式名称之前一直使用“新核心运载火箭”，在大众媒体上称为“下一代核心运载火箭”。大众媒体也使用了“下一代核心火箭” 和“下一代主火箭”的名称。

## 研制开发
H3運載火箭于2013年5月17日获得日本政府授权研制开发。 H3运载火箭正由JAXA和三菱重工（MHI）联合开发，用于发射各种商业卫星。与H-IIA相比，H3的设计采用了更便宜的发动机，因此新制造的H3运载火箭的发射准备周期更短，安全系数和发射成本及效益也更高。JAXA和三菱重工负责初步设计、地面设施的建设准备、H3新技术的开发和制造。设计的主要重点是降低成本，计划将用户的发射成本控制在5,000-6,500万美元之间。
三菱重工正發展重型H3型號，用于参加阿尔忒弥斯计划，將HTV-XG貨運飛船送至月球門戶，火箭包含三個捆綁在一起的第一級（CBC），類似於三角洲4號重型運載火箭，它的近地軌道運力為28.3公噸，地月轉移軌道運力為11.9公噸。

## 發射记录
2023年2月17日进行首次发射时因火箭助推器没有点火成功中止发射， 据分析是由于助推器未能收到发射信号而点火失败。H3的首次发射时间被推迟到2023年3月份。
2023年3月7日9时37分H-3(22S)运载火箭在种子岛航天发射场进行第二次发射尝试，成功点火起飞，火箭一级飞行正常，并与二级成功分离。但第二级点火异常，随后由JAXA發送自毀信號。发射失败原因是由于二级发动机的供电系统出现过电流现象，导致发动机电力供应中断。
2024年2月17日0時22分H-3(22S)运载火箭試驗機2號機成功升空，但當時考量到失敗風險，所以僅搭載與大地3號重量相近的兩枚超小型衛星及1枚模型衛星，來測試H3火性能。
2024年7月1日12時06分H-3(22S)运载火箭在种子岛航天发射场发射地球觀測衛星「大地4號」，并發射成功。是H3第二次成功发射，也是首度成功发射大型衛星。
| No.                | 型號   | 起飞时间（UTC） | 載荷                              | 軌道         | 備註 |
| ------------------ | ------ | --------------- | --------------------------------- | ------------ | ---- |
| 試驗機1號機        | H3-22S | 2023年3月7日    | 先進陸域觀測衛星ALOS-3「大地3号」 | 太陽同步軌道 | 失败 |
| 試驗機2號機        | H3-22S | 2024年2月17日   | VEP-4 CE-SAT-1E TIRSAT            | 太阳同步轨道 | 成功 |
| H3火箭3號機 （F3） | H3-22S | 2024年7月1日    | 先進陸域觀測衛星ALOS-4「大地4号」 | 太阳同步轨道 | 成功 |
| H3火箭4號機 （F4） | H3-22S | 2024年11月4日   | DSN-3                             | 太阳同步轨道 | 成功 |
| \| 成功率：75% \|  |        |                 |                                   |              |      |
| 成功率：75%        |        |                 |                                   |              |      |

## 构成和性能参数

### 主要性能参数
| 级数(Stage)       | 第1级                                                           | 固体火箭助推器                                              | 第2级               | 卫星整流罩 （S型/L型） |
| ----------------- | --------------------------------------------------------------- | ----------------------------------------------------------- | ------------------- | ---------------------- |
| 全長              | TBA                                                             | 14.6 m                                                      | TBA                 | 10.4 m/16.4 m          |
| 直径              | 5.2 m                                                           | 2.5 m                                                       | 5.2 m               | 5.2 m                  |
| 質量              | 242                                                             | 302                                                         | 29                  | TBA                    |
| 使用的发动机      | LE-9                                                            | SRB-3                                                       | LE-5B-3             | －                     |
| 推进剂质量        | 217 t                                                           | 133.6 t（2具） 267.2 t（4具）                               | 23 t                | －                     |
| 推進剂            | 液氧 液氢 (LOX/LH2)                                             | 复合固体推进剂                                              | 液氧 液氢 (LOX/LH2) | －                     |
| 推力              | 2,942 kN（300 tf）（2台发动机） 4,413 kN（450 tf）（3台发动机） | 約4,395 kN（約440 tf）（2具） 約8,630 kN（約880 tf）（4具） | 約137 kN（約14 tf） | －                     |
| 比冲量            | 425 sec                                                         | 283.6 sec                                                   | 448 sec             | －                     |
| 有効燃焼時間      | 205/307 sec                                                     | 105 sec                                                     | 740 sec             | －                     |
| 姿态控制方式      | TBA                                                             | TBA                                                         | TBA                 | －                     |
| 主要搭载 电子设备 | TBA                                                             | TBA                                                         | TBA                 | －                     |

## 配置和箭体识别名称
H3火箭一级构型配置区别主要体现在发动机和固体火箭助推器的数量上有所差异，它们的数量取决于有效载荷的重量和发射轨道，目前共有三种组合构型：三个一级发动机＋无助推器、两个一级发动机＋两个助推器和两个一级发动机＋四个助推器。火箭的二级对三种构型都是通用的，每种构型分别对应一大一小两种整流罩。火箭的识别名称是“H3”，后面是连字符，其中一个数字是一级发动机的数量，第二个数字是助推器的数量，第三个字母是整流罩的尺寸（S和L代表大和小）。 例如，'H3-24L'包括两个一级发动机，四个助推器和一个尺寸为L的整流罩。 因此，有六种类型：'H3-30S'和'H3-30L'，'H3-22S'和'H3-22L'，'H3-24S'和'H3-24L'。HTV-X发射器也被称为H3-24W。
需要指出的是，截至2016年，在最初制定H3运载火箭识别名称体系时，还计划设置“H3-32”构型，但在判断“H3-22”构型的性能高于预期，通过调整入轨轨道等因素可以满足H3-32的需求时，取消了这一计划。此外，在第二阶段，计划使用新开发的膨胀排放循环发动机 LE-11 发动机，其推力为 28tf，是 LE-5B 的两倍，但第一阶段的 LE-9具有挑战性。除了被推迟以专注于新的开发外，它还被认为有两个 LE-5B 发动机。2013年前后，当液氢发动机被选为一级发动机时，考虑了有两个第一级发动机和没有助推器的最小配置，以及有6至8个比H-IIA/B的SRB-A小的助推器，可以与艾普斯龙运载火箭的二级共用的最大配置，但由于活用迄今为止培养的技术、经验、装备等理由，并未采用。

## 注脚
1. ↑  1级和2级是真空推力，固体火箭助推器平均推力。